# آدام جانسون (نویسنده)
آدام جانسون (به انگلیسی: Adam Johnso) (زادهٔ ۱۲ ژوئیهٔ ۱۹۶۷ در داکوتای جنوبی آمریکا)، نویسندهٔ رمان و داستان‌های کوتاه و برنده جایزه‌های ادبی مختلف است.

## آثار
- پسر مدیر یتیم‌خانه

## جوایز
- جایزهٔ نویسندگان وایتر
- جایزهٔ پشتوانه ملی هنرهای آمریکا
- جایزه پولیتزر برای داستان در سال ۲۰۱۳